# بورکو اندی تیبستی
بورکو اندی تیبستی (به انگلیسی: Borkou-Ennedi-Tibesti) یکی از منطقه‌های کشور چاد است که در شمال این کشور واقع شده و جزئی از صحرای بزرگ آفریقا محسوب می‌شود.
این منطقه در سال ۲۰۰۹ میلادی ۲۸۶٬۹۸۶ نفر جمعیت داشته‌است.